# Шеппард, Кейт
Кэтрин Вилсон Шеппард (англ. Katherine Wilson Sheppard; урождённая Малкольм, англ. Catherine Wilson Malcolm; 10 марта 1847, Ливерпуль, Англия — 13 июля 1934, Крайстчерч, Новая Зеландия) — известная фигура движения суфражисток Новой Зеландии и одна из самых известных суфражисток страны. Её изображение находится на 10-долларовой банкноте. Новая Зеландия стала первой в мире страной, заявившей о всеобщем избирательном праве в 1893 году, и кампания, организованная Кейт Шеппард, в значительной степени повлияла на суфражисток других стран.

## Ранние годы
Кейт Шеппард (урождённая Кэтрин Вилсон Малкольм) родилась в Ливерпуле в шотландской семье Джемаймы Крофорд Соутер и Эндрю Вилсона Малкольма. Она получила хорошее образование и отличалась большим умом и широким кругозором. Некоторое время она жила со своим дядей — священником Свободной церкви Шотландии в городе Нэрне. В 1869 году, спустя несколько лет после смерти отца, Кейт Шеппард иммигрировала в Крайстчерч вместе с матерью, братьями и сестрой. По прошествии трёх лет она сочеталась браком с Вальтером Алленом Шеппардом. Их единственный сын Дуглас родился 8 декабря 1880 года.
В 1885 году Кейт Шеппард оказалась вовлечена в процесс создания Христианского женского общества трезвости Новой Зеландии, которое входило в движение трезвенников. Участие Шеппард в создании Христианского женского общества трезвости было обусловлено её религиозными взглядами, которые она переняла от своего дяди.

## Кампания за право голоса для женщин
Обнаружив, что основная поддержка сторонников воздержания от приёма алкоголя исходила от женщин, Союз трезвости стал активнее выступать в защиту избирательных прав женщин, и Кейт Шеппард получила известность в этой области. Её взгляды стали известны благодаря заявлению о том, что «разделение людей по расам, классам, вероисповеданию или половым признакам бесчеловечно и должно быть искоренено». Шеппард обладала хорошими ораторскими и организаторскими способностями и быстро нашла поддержку своим инициативам.
В 1887 году Шеппард способствовала изданию первого законопроекта по избирательным правам. В 1888 году она издала памфлет под названием «Десять причин, почему женщины Новой Зеландии должны голосовать» в котором отстаивала право женщин голосовать и тем самым продемонстрировала своё «остроумие и логику».
В 1891 году Союз трезвости представил в Парламент Новой Зеландии петицию по избирательным правам женщин. Петиция была принята в парламенте Джоном Холлом, Альфредом Сандерсом и премьер-министром Джоном Баллансом. Шеппард сыграла большую роль в организации работы над петицией. Вторая петиция, которая по объёму была больше первой, была представлена годом позже. Третья петиция, превосходящая предыдущие, была представлена в 1893 году, и в этом же году женщинам было дано право голоса. Декларация предоставила женщинам полные избирательные права. Шеппард была общепризнанным лидером движения женщин за избирательные права.
В год принятия декларации должны были состояться выборы в парламент Новой Зеландии, и у Кейт Шеппард оставалось всего 10 недель для подготовки. Совместно с Союзом трезвости она помогала женщинам регистрироваться в качестве избирателей. Одними из противников предоставления избирательных прав женщинам были представители индустрии по производству алкогольных напитков, опасавшихся за свой дальнейший бизнес. Несмотря на короткий срок, предоставленный для регистрации женщин для голосования, почти две трети новозеландок приняли участие в голосовании.

## Национальный совет женщин
Спустя год после предоставления женщинам Новой Зеландии избирательных прав Кейт Шеппард вернулась в Англию, где встретилась с британскими суфражистками и прочла ряд лекций. По возвращении в Новую Зеландию она была избрана президентом новосозданного Национального совета женщин Новой Зеландии, который имел большое влияние на общественное мнение. Шеппард была вовлечена в процесс издания газеты Национального совета женщин — White Ribbon.
Многие идеи, которые продвигала Кейт Шеппард, были направлены на улучшение положения женщин в обществе, в частности установление правовой и экономической независимости женщин от мужчин. Кейт Шеппард также способствовала политическим реформам, таким как пропорциональная избирательная система, референдумы и учреждение Кабинета министров Новой Зеландии избираемого непосредственно парламентом.

## Поздние годы

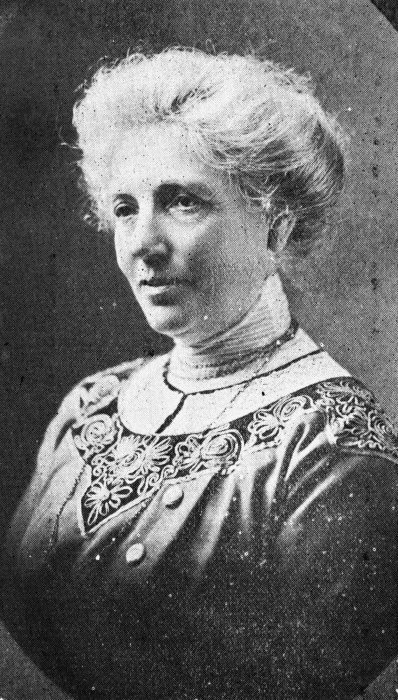
Кейт Шеппард, 1914 год. Фотограф не известен

В 1903 году Кейт Шеппард оставила свою должность в Национальном Совете Женщин из-за проблем со здоровьем. В этом же году она вместе со своим вышедшим на пенсию супругом решила переехать в Англию, чтобы провести там свою старость. По пути в Англию она останавливалась в Канаде и США, встретилась с суфражисткой Кэрри Чэпмен Кэт. В Лондоне она активно продвигала идеи женского избирательного права в Великобритании, но вскоре из-за ухудшения здоровья ей пришлось оставить это занятие.
В 1904 году Кейт Шеппард вернулась в Новую Зеландию. Она не восстановила былую активность в политике, но продолжала писать. Здоровье её уже не ухудшалось и она продолжала влиять на движение женщин Новой Зеландии. В 1916 году Кейт Шеппард и группа суфражисток сумели восстановить Национальный совет женщин, который к тому времени пришёл в упадок.
В 1915 году умер супруг Кейт Шеппард, и в 1925 году она вышла замуж за Вильяма Сидней Ловел-Смита, который умер четыре года спустя. Кейт Шеппард умерла 13 июля 1934 года в Крайстчерче. Она похоронена на кладбище Аддингтон в семейном склепе.

## Память

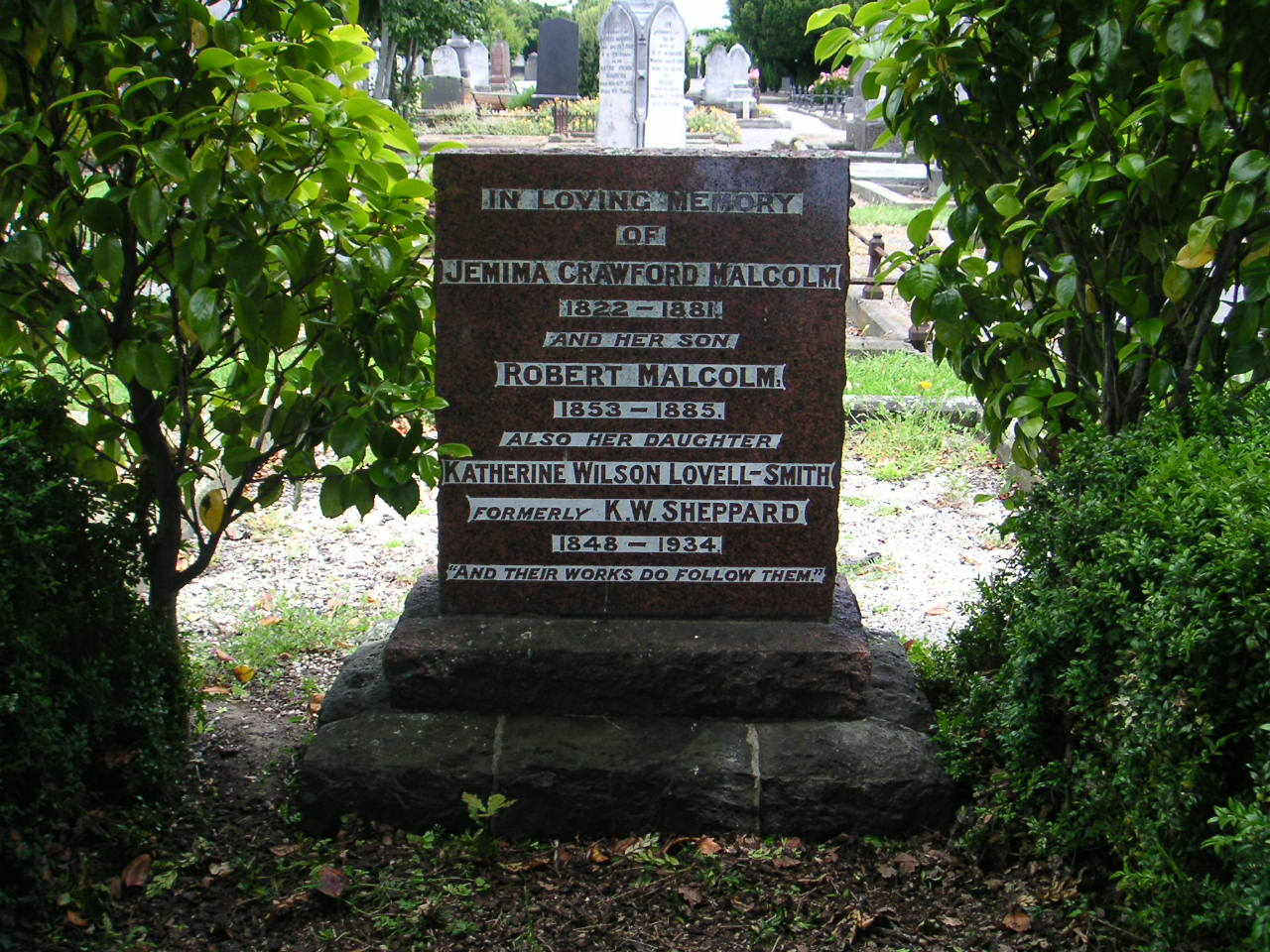
Могила Кейт Шеппард на кладбище Аддингтон

Кейт Шеппард считается важной фигурой в истории Новой Зеландии. В Крайстчерче установлен памятник Кейт Шеппард, а её изображение появилось на 10-долларовой банкноте. 83-й дом по улице Клайд-роуд пригорода Фендалтон, где с 1888 по 1902 год проживала Кейт Шеппард, получил от Фонда по охране исторических мест Новой Зеландии статус исторического сооружения 1-й категории, так как в этом доме произошло много событий, имеющих отношение к появлению женского избирательного права.
Пьеса о Кейт Шеппард и о движении трезвенников «O Temperance», написанная новозеландским драматургом Мервином Томпсоном, была впервые поставлена в 1972 году в Королевском Театре Крайстчерча. Роль Кейт Шеппард сыграла актриса Джуди Клейн.
Одна из улиц прилегающих к зданию парламента в Веллингтоне названа в честь Кейт Шеппард. Это односторонняя улица, пролегающая от улицы Молсворс Веллингтона напротив здания парламента Новой Зеландии до пересечения с улицей Малгрейв и набережной Сорндон. В пригороде Окленда в Норскроссе есть также авеню Кейт Шеппард.
Несколько новозеландских школ названы в её честь. В Крайстчерче — средняя школа южного Крайстчерча, средняя школа Кашмир, Женская гимназия Крайстчерча, и средняя школа Рангиоры.

## Комментарии
1. ↑  Источник Новозеландский биографический словарь[англ.],[1] указывает 1847 год рождения; в другом источнике — the Encyclopaedia of New Zealand (1966) — год рождения  указывается как 1848[2].